# Middlesbrough
Middlesbrough é uma cidade no Tees Valley, sub-região do Nordeste da Inglaterra. Middlesbrough é diferente de outros distritos em Teesside, sendo o município quase totalmente urbanizada, tornando assim a maior cidade em termos de área e população. No entanto, em termos territoriais é o distrito de menor tamanho. Middlesbrough está situada na margem sul do rio Tees, há alguns quilômetros do North York Moors National Park.

## Esportes

### Futebol
A cidade de Middlesbrough é sede do Middlesbrough Football Club. O clube já foi campeão da Copa da Liga Inglesa em 2004 e conquistou 4 vezes a 2ª Divisão Inglesa, divisão que disputa atualmente.